# Bezirk Vorderland
Der Bezirk Vorderland war eine Verwaltungseinheit des Schweizer Kantons Appenzell Ausserrhoden. Das Vorderland umfasste einen Fünftel des Kantonsgebiets. Es war vom übrigen Kanton durch den Graben der Goldach getrennt. 
Das Vorderland kam im Anschluss an die Appenzeller Kriege, die von 1401 bis 1429 dauerten, zum Land Appenzell. Es wurde der Rhode Trogen angegliedert. 
Emanzipationsbestrebungen der Vorderländer Gemeinden gegen das dominante Trogen führten im Jahr 1876 zur Aufteilung des bisherigen Landesteils Vor der Sitter in die Bezirke Vorderland und Mittelland. Der Bezirk hatte nur beschränkte verwaltungspolitische Funktionen. Das traditionell nach dem Bodenseeraum und dem Rheintal ausgerichtete Vorderland geriet ab 1980 in den Sog der Stadt St. Gallen.
1995 wurden die Bezirke formell abgeschafft, die regionale Gliederung lebt aber als Landschaftsname weiter.
Seit 1996 arbeiten die Gemeinden des Vorderlandes sowie der Bezirk Oberegg im Verein Appenzellerland über dem Bodensee zusammen.
Der Bezirk bestand aus folgenden Gemeinden:
| Wappen       | Name der Gemeinde | Einwohner (31. Dezember 2023) | Fläche in km² | Einw. pro km² |
| ------------ | ----------------- | ----------------------------- | ------------- | ------------- |
| Grub         | Grub (AR)         | 971                           | 4,21          | 231           |
| Heiden       | Heiden            | 4316                          | 7,48          | 577           |
| Lutzenberg   | Lutzenberg        | 1332                          | 2,25          | 592           |
| Rehetobel    | Rehetobel         | 1773                          | 6,72          | 264           |
| Reute        | Reute (AR)        | 700                           | 4,99          | 140           |
| Wald         | Wald (AR)         | 909                           | 6,83          | 133           |
| Walzenhausen | Walzenhausen      | 2029                          | 7,00          | 290           |
| Wolfhalden   | Wolfhalden        | 1867                          | 6,93          | 269           |
| Total (8)    | Total (8)         | 13'897                        | 46,41         | 299           |